# Мориц Файт Ернст II фон Рехберг
Мориц Файт Ернст II фон Рехберг (на немски: Moritz Veit Ernst II von Rechberg; * 12 юли 1652, Келмюнц; † 9 април 1709, Вайсенщайн) от благородническия швабски род Рехберг, е фрайхер на Рехберг в Хоенрехберг (при Швебиш Гмюнд).

## Произход
Той е най-големият син на фрайхер Бернхард Беро III фон Рехберг (1625 – 1667) и съпругата му графиня Франциска Фугер фон Кирхберг и Вайсенхорн (1625 – 1672), дъщеря на граф Хуго Фугер фон Кирхберг-Вайсенхорн (1589 – 1627) и Мария Юлиана Фьолин фон Фрикенхаузен (1594 – 1653). Внук е на фрайхер Файт Ернст I фон Рехберг (1596 – 1671) и първата му съпруга Барбара фон Геминген (1596 – 1638).
Замъкът Хоенрехберг е от 1179 до 1986 г. собственост на фамилията. Дворецът Келмюнц на Илер е собственост на фамилията фон Рехберг чрез Агнес фон Тюбинген († 1344), дъщеря на граф Готфрид I фон Тюбинген-Бьоблинген († 1316), омъжена пр. 1326 г. за Улрих фон Рехберг Стари († сл. 1362), син на Улрих II фон Рехберг († 1326) и София фон Грюндлах, и внук на Улрих фон Рехберг-Бетринген († пр. 1274). Дворецът Вайсенщайн е от 1548 до 1971 г. собственост на фамилията.
Мориц Файт Ернст II фон Рехберг умира на 56 години на 9 април 1709 г. в дворец Вайсенщайн, днес в Лаутерщайн.

## Фамилия
Мориц Файт Ернст II фон Рехберг се жени за фрайин Мария Франциска фон Бемелберг (* 9 ноември 1654; † 2 ноември 1707), дъщеря на фрайхер Ханс фон Бемелберг цу Еролцхайм († 1679) и Мария Юдит Фаубер фон Рандек († 1681). Те имат шест деца:
- Мария Анна Йозефа (* 19 март 1683; † 30 април 1723), омъжена (договор във Вайсенщайн на 17 октомври 1701) за фрайхер Франц Пупелин фом Щайн цум Рехтенщайн цу Емеркинген († 1712)
- Кристоф Йозеф Антон (* 11 ноември 1685; † 6 фефруари 1686)
- Файт Ернст III фон Рехберг (* 1687; † 12 март 1719, Вайсенщайн), фрайхер на Рехберг, женен на 16 януари 1713 г. за фрайин Мария Амалия фон Фекенбах (1698 – 1728)
- Мария Франциска Гауденция (* 4 юли 1689; † 22 март 1690)
- Антон Валентин Александер цу Блиндхайм (* 28 март 1691; † 20 август 1725, Келмюнц)
- Сигмунд Беро Дионйс цу Блиндхайм (* 9 октомври 1692; † 9 януари 1721, Вайсенщайн)